# Masdevallia anomala
Masdevallia anomala är en orkidéart som beskrevs av Carlyle August Luer och Sijm. Masdevallia anomala ingår i släktet Masdevallia och familjen orkidéer.
Artens utbredningsområde är Peru. Inga underarter finns listade i Catalogue of Life.